# فرضية ألفاريز

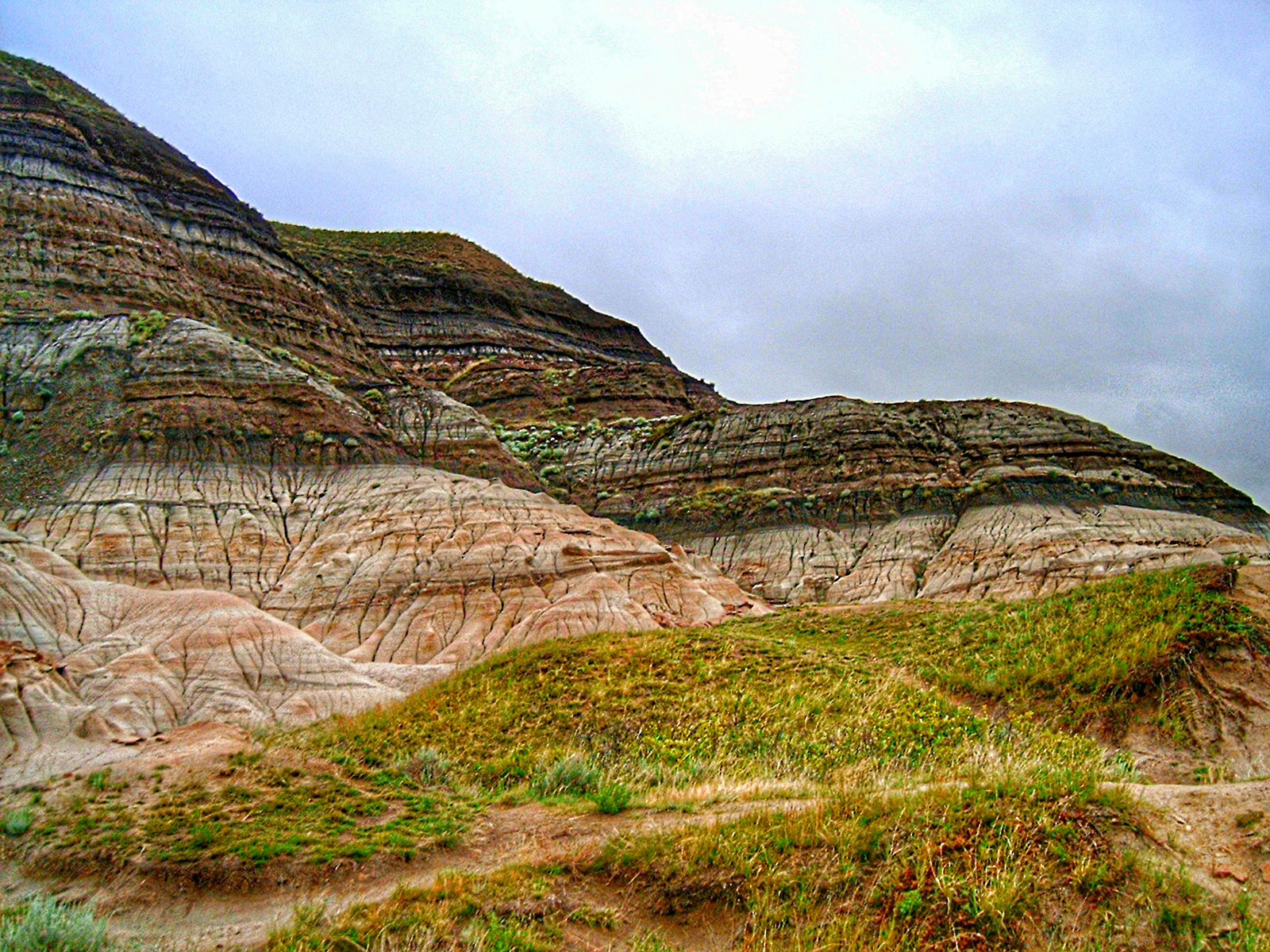
أرض وعرة بالقرب من درامهيلر، ألبرتا حيث كشفت عوامل التعرية حدود ط-ب

تطرح فرضية ألڤاريز أن الانقراض الجماعي للديناصورات والعديد من الكائنات الحية الأخرى سببه اصطدام كويكب كبير بالأرض قبل 65 مليون سنة مضت، وهو ما يسمى بانقراض العصر الطباشيري-الثلاثي، وتشير الأدلة إلى أن الكويكب سقط في شبه جزيرة يوكاتان في تشيكسولوب بالمكسيك، سُميت الفرضية على اسم فريق من العلماء مكون من الأب والابن هما لويس ألڤاريز ووالتر ألڤاريز والذان إقترحا الاسم لأول مرة في سنة 1980، وفي مارس 2010 أقرت لجنة دولية من العلماء فرضية الكويكب واصطدام تشيكسولوب على وجه التحديد كسبب للانقراض، قام فريق مكون من 41 من العلماء بمراجعة 20 سنة من المؤلفات العلمية وقاموا أيضًا باستبعاد نظريات أخرى مثل البراكين الضخمة، وقد حددوا أن صخرة فضائية بحجم 10-15 كم (6-9 ميل) إصطدمت بقوة بالأرض في تشيكسولوب، حجم الصخرة يمكن أن يماثل تقريبًا حجم قمر المريخ ديموس (بمتوسط نصف القطر 6.2 كم) وأن الاصطدام أصدر طاقة تساوي 100,000,000 ميجاطن من مادة التي إن تي (4.2×1023 J) أكثر من مليار مرة طاقة القنابل الذرية التي ألقيت على هيروشيما وناجازاكي.